# Monte Sinai
Do grego, o Monte Sinai (também conhecido em hebraico como Monte Horebe, ou em árabe como Jebel Muça, que significa “Monte de Moisés”) está situado no sul da península do Sinai, no Egito. Esta região é considerada sagrada por três religiões: judaísmo, cristianismo e islamismo.
É um pico de granito com uma altitude de 2285 metros onde, segundo a Bíblia e a tradição judaica, Moisés recebeu as Tábuas da Lei. Embora não haja nenhuma evidência no texto bíblico que comprove que o atual monte Sinai é o mesmo citado no Livro do Êxodo, sua imponência atraiu peregrinos que, ao longo dos séculos, construíram sobre o monte e à sua volta vários locais de culto, acumulando tesouros da cultura religiosa.
No pico do monte encontra-se a pequena Capela da Santíssima Trindade, construída em 1934 sobre as ruínas de uma igreja do século XVI, onde se pensa que existiria a sarça ardente – no entanto, o Mosteiro de Santa Catarina, no sopé do monte, clama a mesma localização. Entre a base e o pico, existe uma escadaria escavada na rocha com cerca de 4000 degraus (leva três horas a subir), chamada “Sikket Saydna Musa”, que significa, em árabe, “O Caminho de Moisés”.

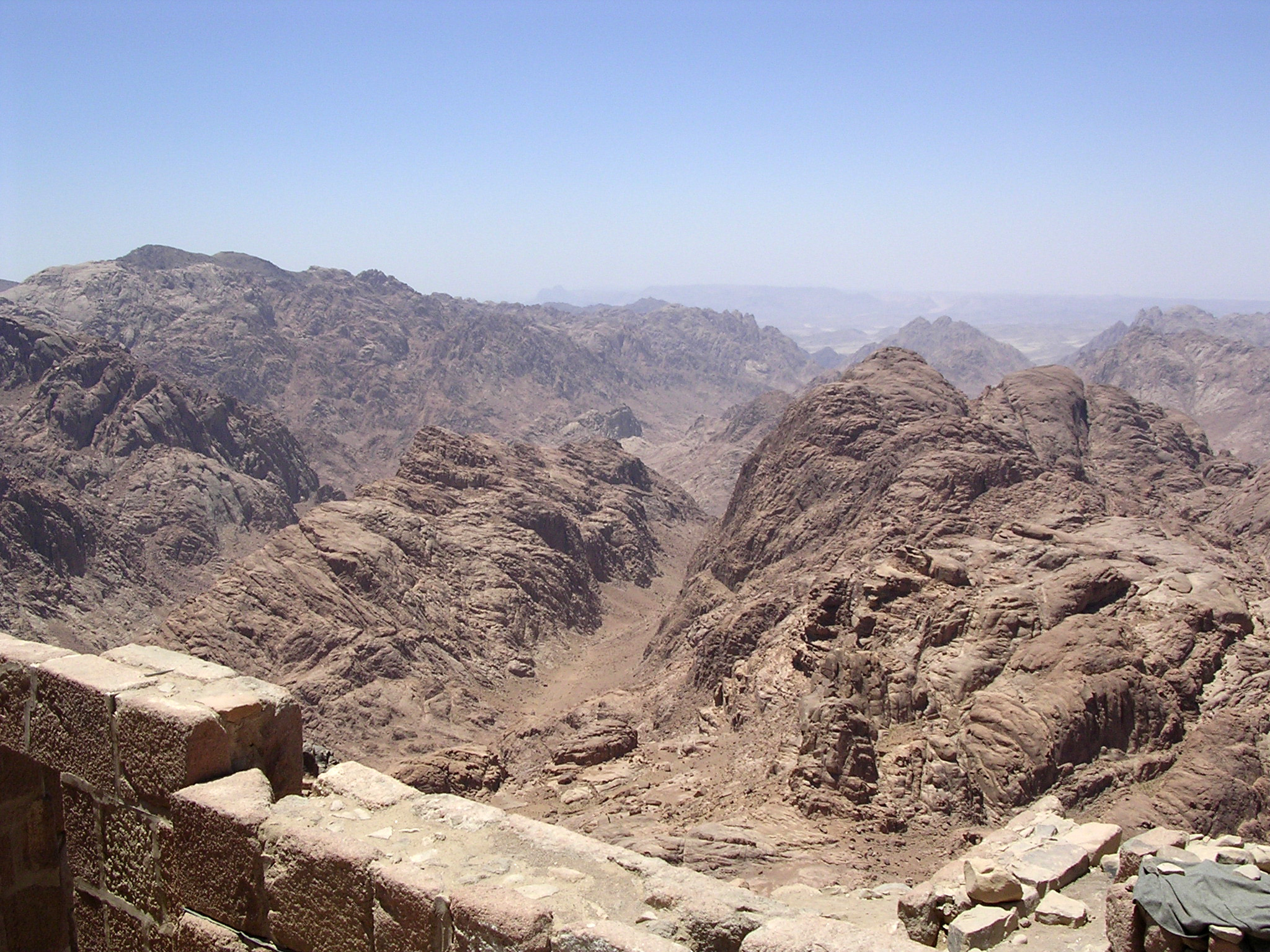
Vista do Monte Sinai

750 degraus abaixo do pico, existe uma plataforma onde Aarão e os 70 sábios esperaram, enquanto Moisés recebia as Tábuas da Lei (Êxodo 24:14) e uma caverna, chamada “Retiro de Elias”, local onde Deus falou com Elias após 40 dias de caminhada pelo deserto (1 Reis 19:8-9). A noroeste deste ponto, encontra-se o monte Safesafa, onde viveram eremitas bizantinos, como São Gregório e, logo abaixo deste pico, encontra-se a planície de Arraá, onde os israelitas acamparam enquanto Moisés subia à montanha e onde, depois, ergueu o primeiro tabernáculo.
Esta ligação do Monte Sinai com a Bíblia atraiu muitos peregrinos ao longo dos séculos e uma das mais famosas foi a imperatriz Helena, no século IV, que fez ali construir uma igreja, a Capela da Sarça Ardente, no local onde ainda se encontra vivo um arbusto de Rubus sanctus, que os monges acreditam ser a sarça ardente original. Imediatamente se estabeleceu ali uma comunidade monástica e, para proteger a igreja e os monges dos ataques de beduínos, o imperador Justiniano I mandou construir uma muralha à volta da igreja, no ano 542, e os edifícios que são hoje o Mosteiro Ortodoxo de Santa Catarina.